# Brandingloper
De brandingloper (Calidris virgata synoniem: Aphriza virgata) is een vogel uit de familie Scolopacidae (strandlopers en snippen).

## Verspreiding en leefgebied
Deze soort broedt in Alaska en noordwestelijk Canada en overwintert langs rotsachtige westkusten van Noord- en Zuid-Amerika.